# Heroes of the Hills
Heroes of the Hills è un film del 1938 diretto da George Sherman.
È un film western statunitense con Robert Livingston, Ray Corrigan e Max Terhune. Fa parte della serie di 51 film western dei Three Mesquiteers, basati sui racconti di William Colt MacDonald e realizzati tra il 1936 e il 1943.

## Produzione
Il film, diretto da George Sherman su una sceneggiatura di Betty Burbridge e Stanley Roberts con il soggetto dello stesso Roberts e di Jack Natteford e William Colt MacDonald (creatore dei personaggi), fu prodotto da William Berke per la Republic Pictures e girato nel ranch di Corriganville a Simi Valley e nel Brandeis Ranch a Chatsworth in California dal 13 giugno al 20 giugno 1938. Il titolo di lavorazione fu Western Justice. Il brano della colonna sonora Back to the Soil fu composto da Eddie Cherkose e Alberto Colombo (parole e musica).

## Distribuzione
Il film fu distribuito negli Stati Uniti dal 1º agosto 1938 al cinema dalla Republic Pictures.